# Poison Ivy (canção)
"Poison Ivy" é uma canção popular da dupla de compositores americanos Jerry Leiber e Mike Stoller, que virou sucesso ao ser gravada originalmente pelo grupo The Coasters em 1959. Ela alcançou o primeiro lugar na parada de R&B, a sétima posição na parada Billboard Hot 100 e a 15.ª posição no Reino Unido. Este foi o terceiro hit entre os dez primeiros daquele ano, depois de "Charlie Brown" e "Along Came Jones".
A música foi gravada por inúmeros artistas ao longo dos anos, sendo a versão mais famosa a dos The Rolling Stones. No Brasil, a música ganhou uma versão em português, intitulada "Erva Venenosa", que virou sucesso na voz de Rita Lee.

## Composição

### Letra
A música fala sobre uma garota conhecida como "Poison Ivy". Ela é comparada ao sarampo, caxumba, varicela, resfriado comum e tosse convulsa, mas é considerada pior, porque "Poison Ivy, Senhor, vai te fazer coçar". De acordo com o letrista Jerry Leiber, "Pura e simplesmente, 'Poison Ivy' é uma metáfora para uma doença sexualmente transmissível". Em sua autobiografia Hound Dog: The Leiber and Stoller Autobiography, Leiber e Stoller admitem que a música é sobre uma garota com uma doença venérea, daí o verso: "Você pode olhar, mas é melhor não tocar". A música também faz referências a outras flores, como uma rosa e uma margarida.

## Desempenho nas pparadas Musicais
| Ano  | Single A-side / B-side             | Selo (EUA)     | Desempenho        | Desempenho    | Desempenho | Álbum Original              |
| Ano  | Single A-side / B-side             | Selo (EUA)     | Billboard Hot 100 | Billboard R&B | UK Singles | Álbum Original              |
| ---- | ---------------------------------- | -------------- | ----------------- | ------------- | ---------- | --------------------------- |
| 1959 | "Poison Ivy" / "I'm a Hog for You" | Atco (45-6146) | 7                 | 1             | 15         | The Coasters' Greatest Hits |